# Repos pendant la fuite en Égypte (Patinier)
Le Repos pendant la fuite en Égypte est considéré comme une œuvre majeure et d'une grande maîtrise de Joachim Patinier. Elle suscite néanmoins des interrogations sur la participation éventuelle d'autres peintres lors de son exécution. La nature morte du premier plan, la Madone et sa gestuelle particulière, et le paysage du second plan avec ses couleurs inhabituelles dans l'œuvre du maître, semblent révéler diverses influences et, probablement, une réalisation collective.

## Le peintre et son œuvre
Peintre et dessinateur  de la Renaissance flamande Joachim Patinier est un peintre d'histoire né vers 1483 et mort le 5 octobre 1524 à Anvers. Il est considéré comme l'un des initiateurs du genre « paysage » dans la peinture occidentale.
Le Repos pendant la fuite en Égypte, est un de ses thèmes de prédilection. On compte en effet pas moins de cinq tableaux du maître ou de son atelier qui traitent cet épisode de l'histoire sainte.
Conservée à la Gemäldegalerie de Berlin, la peinture qui fait l'objet de cet article appartient aux œuvres de la seconde période (1515-1519) et plus précisément du début de sa carrière comme maître libre inscrit à la guilde de Saint-Luc d'Anvers.

### Le thème
Pour échapper au massacre des enfants de moins de deux ans ordonné par le roi Hérode pour éliminer le roi des Juifs (Massacre des Innocents), Joseph et Marie partent de Judée avec l'Enfant Jésus, alors nouveau-né, pour gagner l'Égypte. Le Repos pendant la fuite en Égypte représente donc une halte de la Sainte Famille lors de ce voyage qui est conté dans l'Évangile selon saint Matthieu (2, 13-23) du Nouveau Testament.

### La composition
Cette peinture à l'huile sur bois de dimension moyenne illustre assez bien le style de l'artiste qui est caractérisé par l'utilisation de la perspective atmosphérique offrant au spectateur une vision panoramique en plongée. 
La composition comporte les trois plans principaux habituels : un premier plan très sombre sur lequel sont disposés les figures principales et leurs accessoires ainsi que des éléments végétaux (des herbes, des fleurs, un arbre et un arbuste presque mort), un plan moyen à dominante verte et ocre d'où émerge un massif rocheux de tonalité grise, et un arrière-plan bleuté aux reliefs remarquables qui voisinent avec un ciel nuageux de tonalité proche.
On peut noter l'utilisation dans cette œuvre d'une palette de couleurs assez inhabituelle pour cet artiste surtout au second plan, ce qui pourrait indiquer une collaboration.

### Les motifs
Le tableau combine les motifs habituels de l'artiste, comme le paysage de l'arrière-plan représentant un estuaire et sa côte accidentée parsemée de rochers, avec d'autres moins personnels qui semblent avoir été empruntés à différents artistes nordiques de son époque. 

#### 1. La nature morte
Le panier de Marie, au premier plan de la composition, a probablement son modèle dans une peinture de Gérard David. En effet, on retrouve un objet très semblable dans le Repos pendant la fuite en Égypte de ce peintre conservé à la National Gallery of Art de Washington (ill. 1), ainsi que dans celui du Prado de Madrid (Ill. 2). Avec la gourde, la besace et le bâton de marche, le panier forme une véritable nature morte que l'on retrouve dans toutes ses œuvres du même thème (Illustrations : 3 et 4), à l'exception du tableau de Minneapolis.

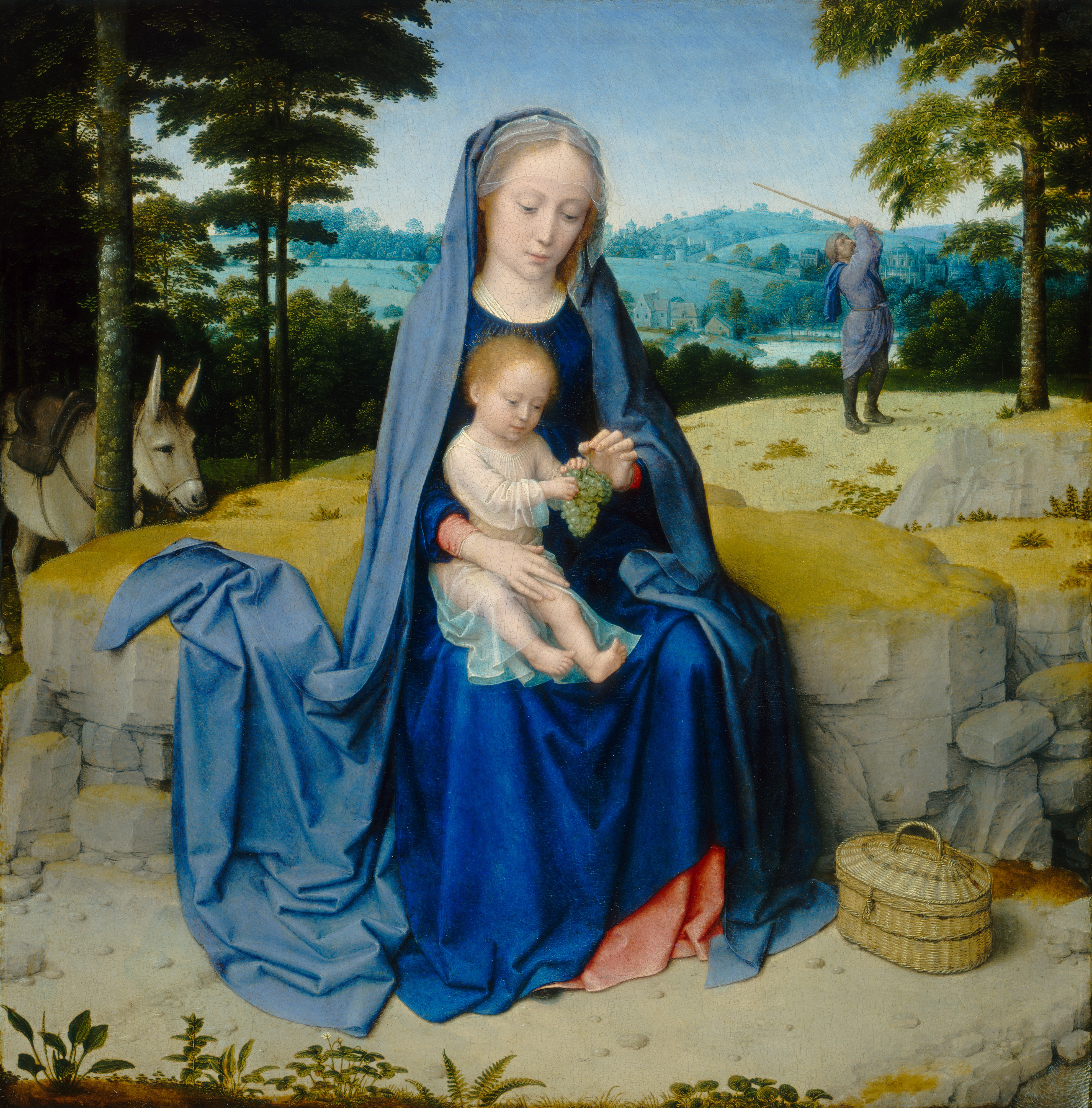
1. Gérard David, Repos pendant la fuite en Égypte, National Gallery of Art, Washington, inv. 1937.1.43.
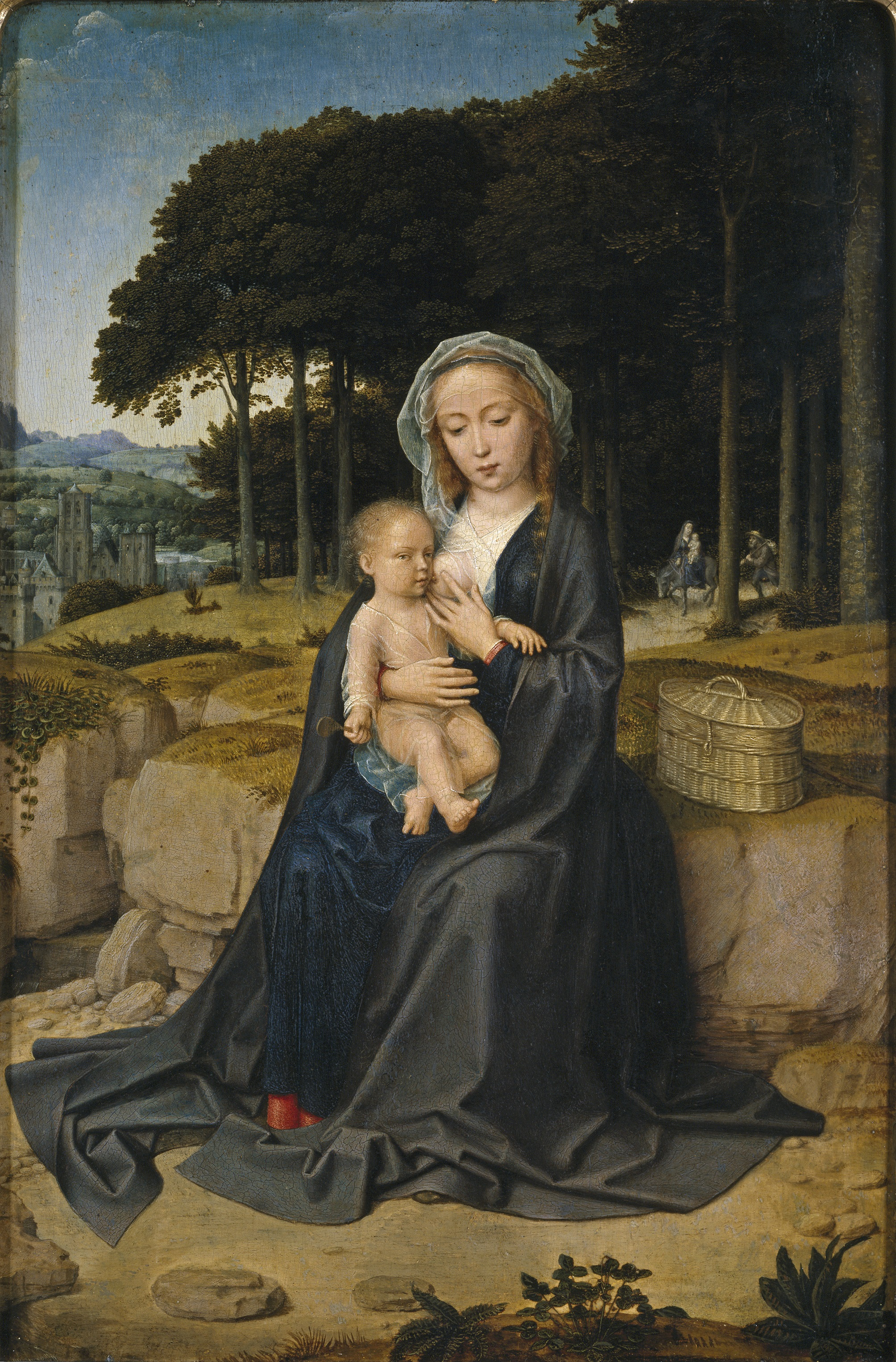
2. Gérard David, Repos pendant la fuite en Égypte, Museo Nacional del Prado, Madrid, inv. P02643.
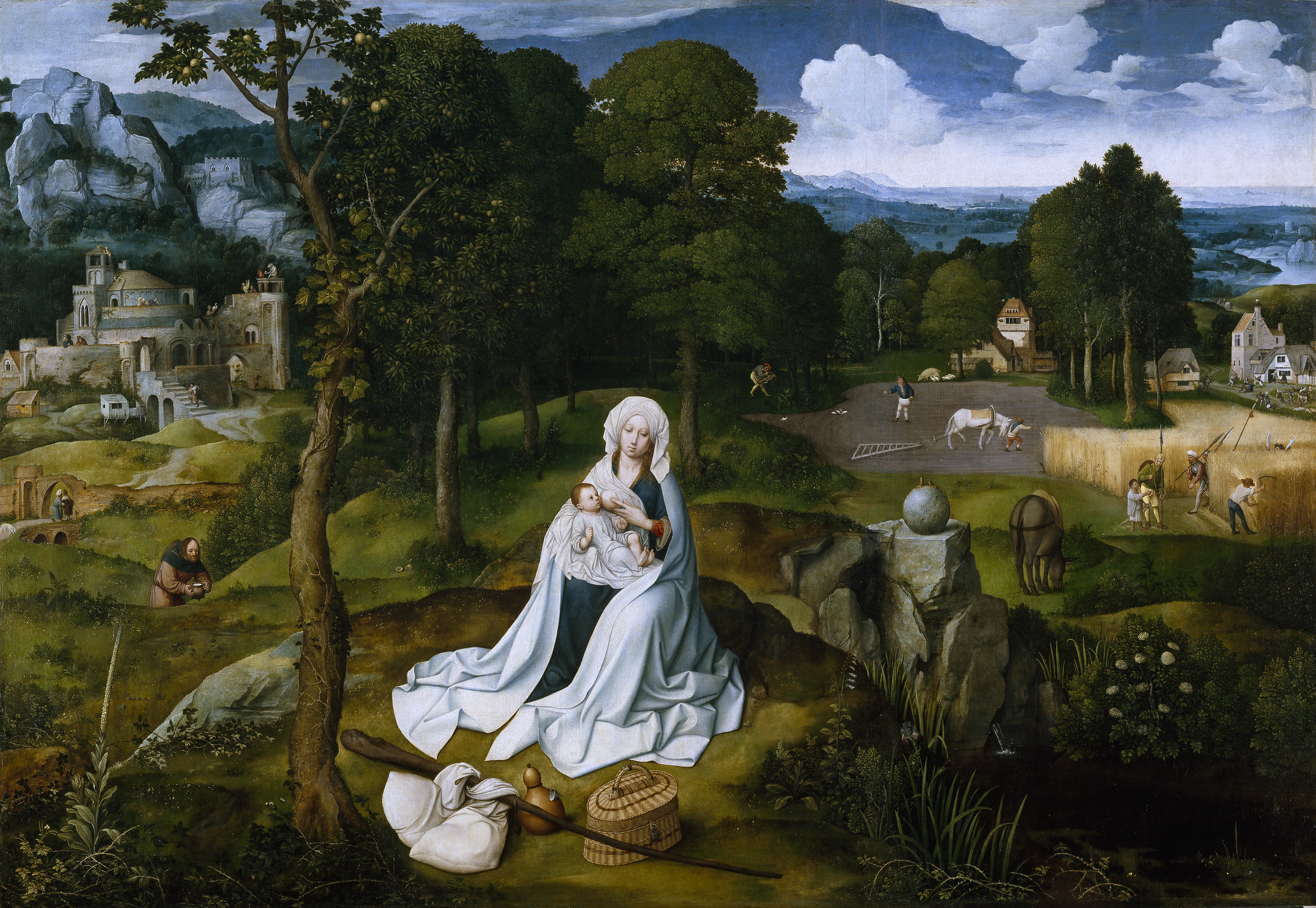
3. Joachim Patinier, Repos pendant la fuite en Égypte, Museo Nacional del Prado, Madrid, inv. P 1611.
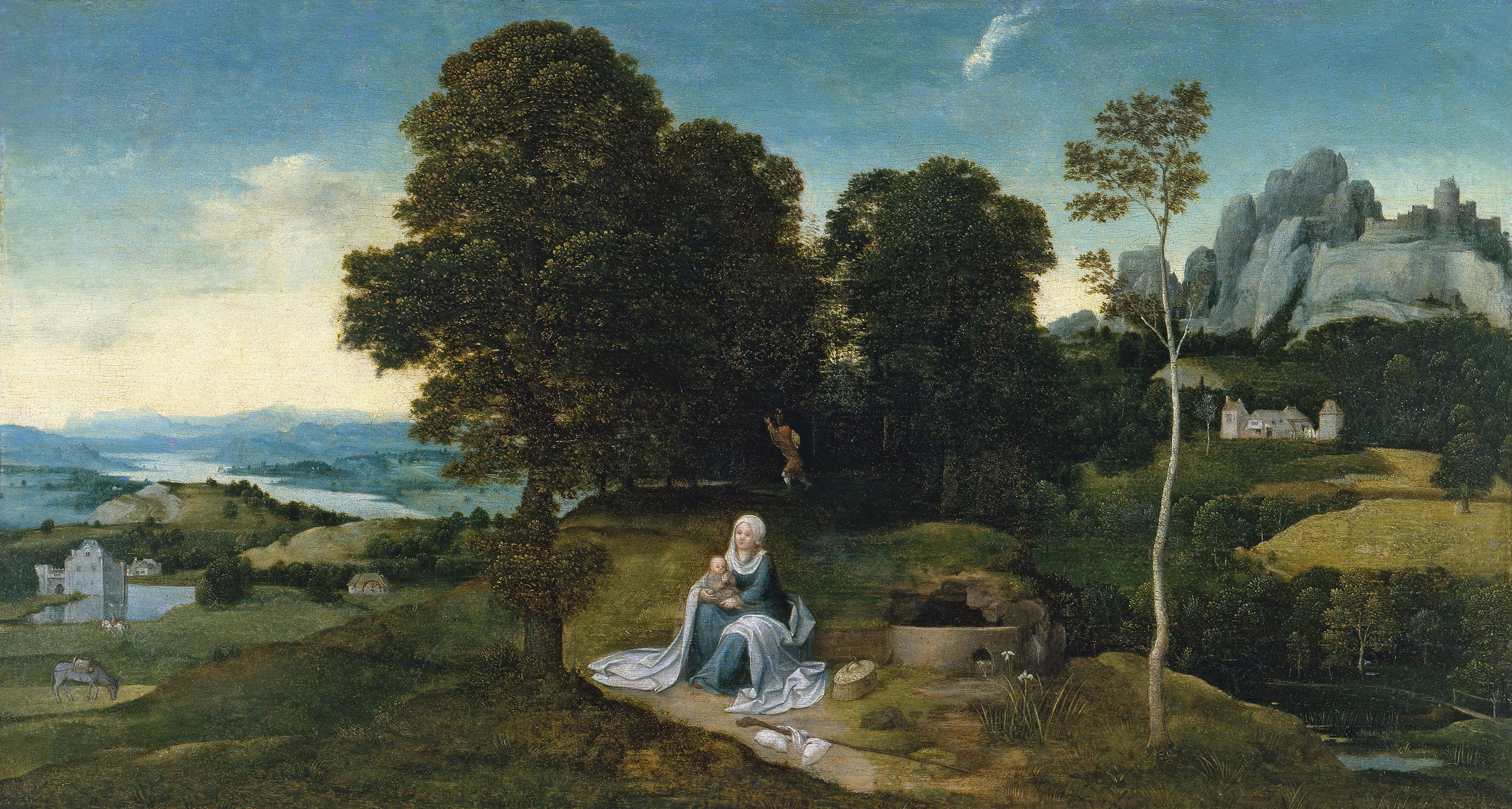
4. Atelier de Joachim Patinier, Paysage avec repos pendant la fuite en Égypte, Museo Thyssen-Bornemisza, Madrid, inv. 314.

#### 2. La Madone
Selon Robert A. Koch, cette figure de la Vierge à l'Enfant est de la main de Joos van Cleve (Ill. 5 et 6). Il verse à l'appui de cette thèse un Repos pendant la fuite en Égypte de son atelier dans lequel on retrouve les motifs de Patinier (nature morte avec panier, besace et bâton, et paysage avec rochers déchiquetés).
Pour Alejandro Vegara, elle est vaguement inspirée de la Madone au singe de Dürer (Ill. 7) et l'expression de l'Enfant Jésus est très semblable à celle représentée dans une peinture de Goswijn van der Weyden conservée à Berlin (Ill. 8).

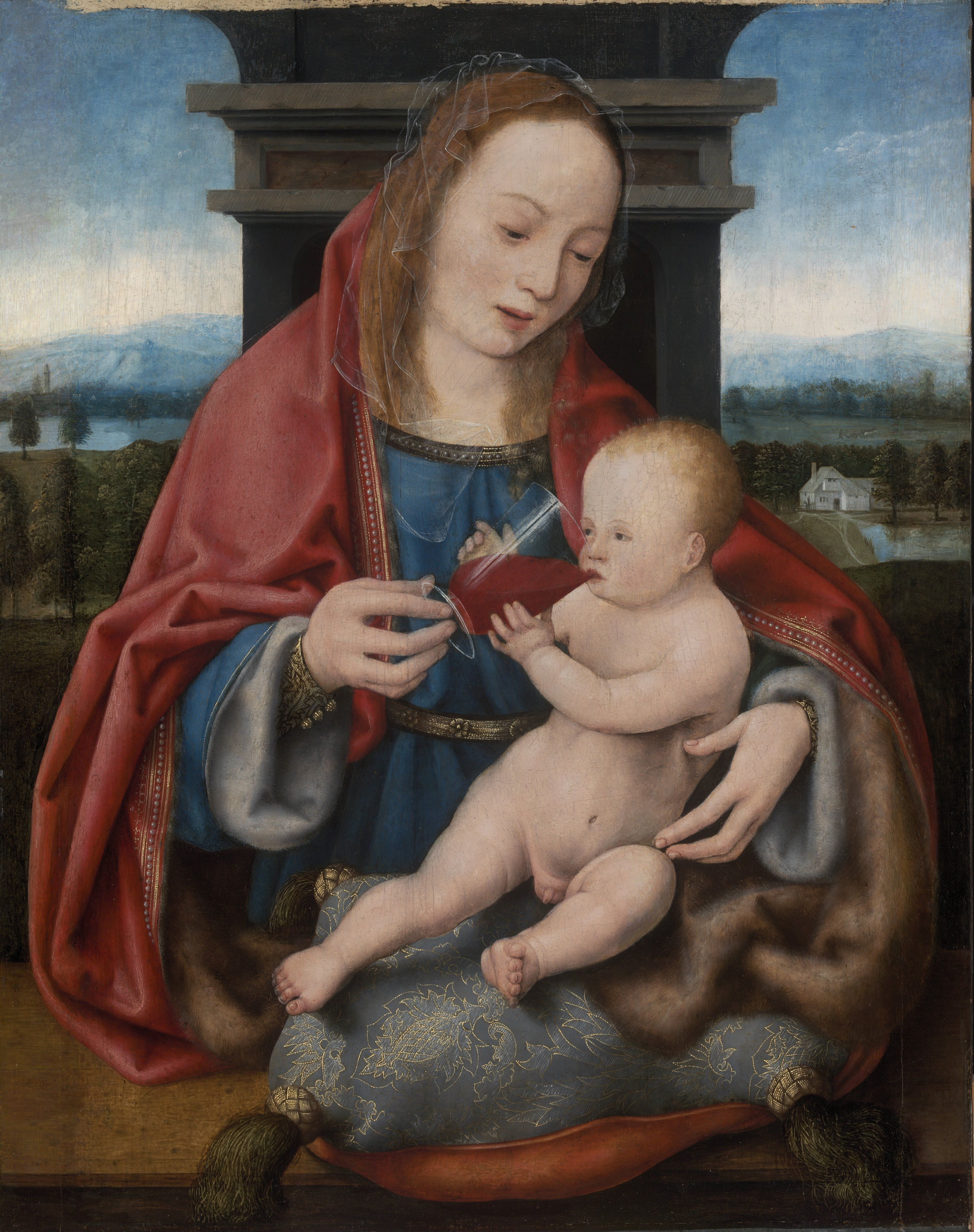
5.  Joos van Cleve, Vierge à l'enfant avec le vin, 1485-1540, huile sur panneau, 52,7 × 41,7 cm, zépművészeti Múzeum, Budapest, inv. 4329.
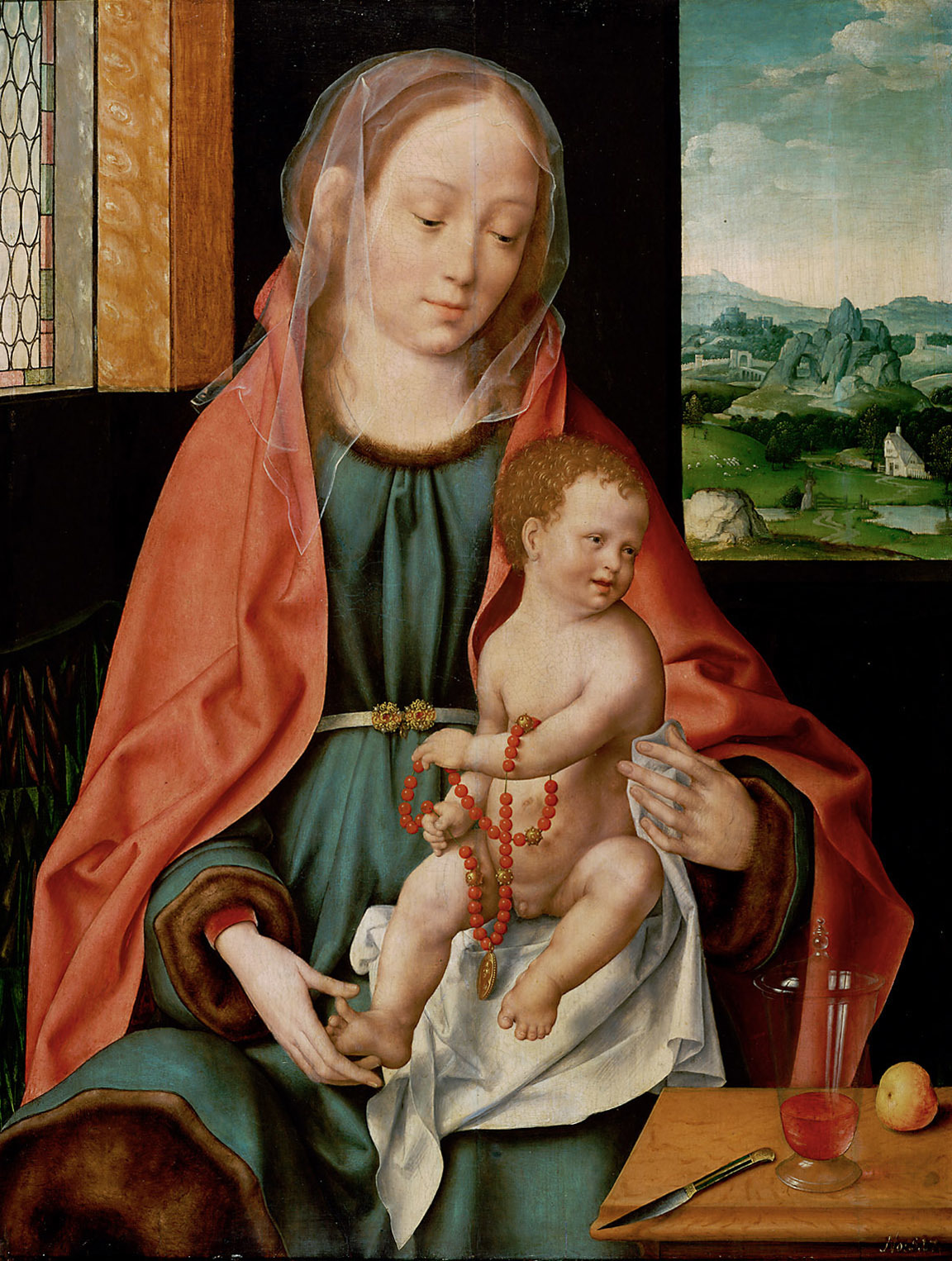
6.  Joos van Cleve, Vierge à l'enfant, vers 1530, huile sur panneau, 74,3 × 56 cm, Kunsthistorisches Museum, Gemäldegalerie, Wien, inv. GG 836.
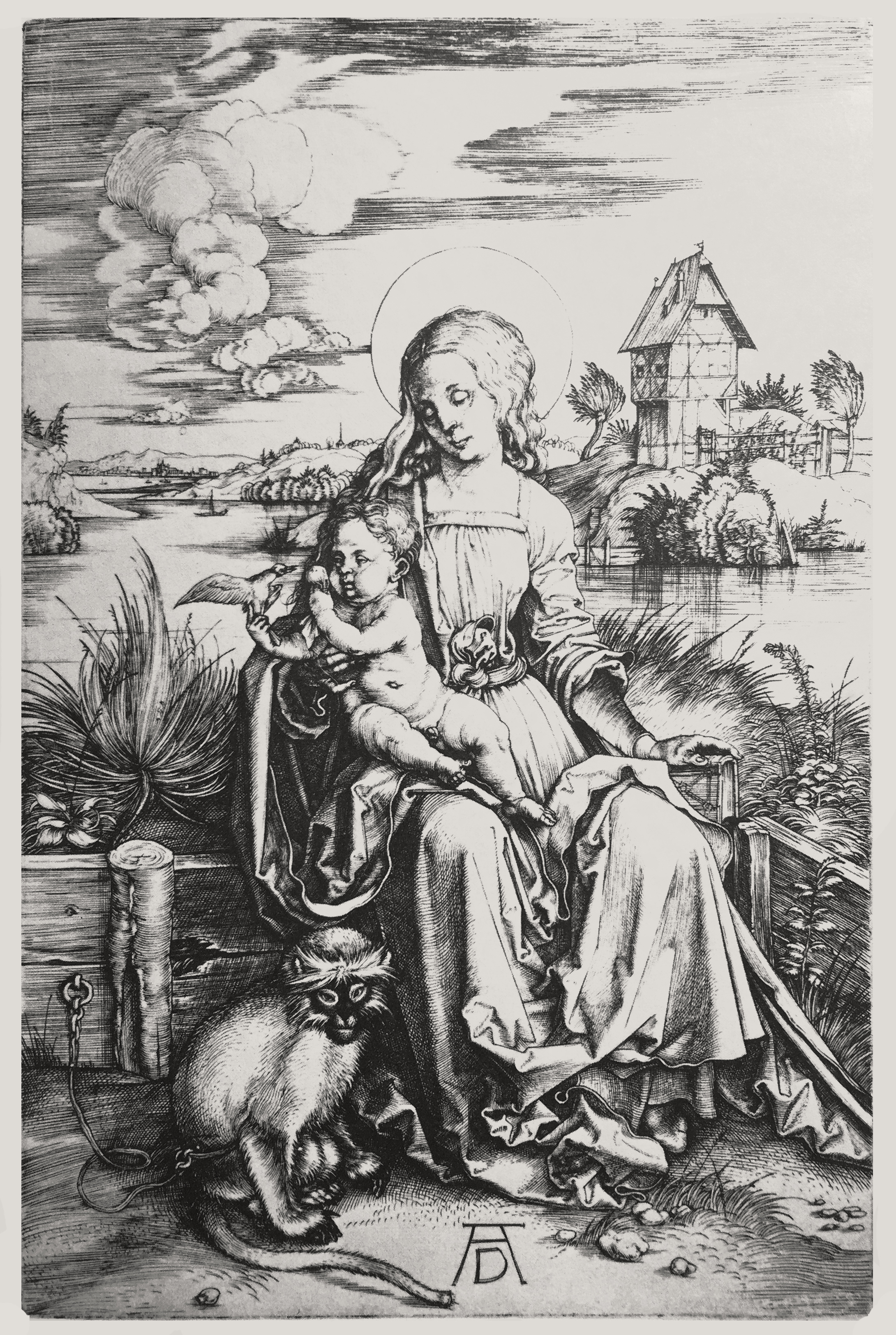
7.  Albrecht Dürer, Madone au singe, s. d. [1498], pointe sèche avec monogramme, 19,1 × 12,4 cm.
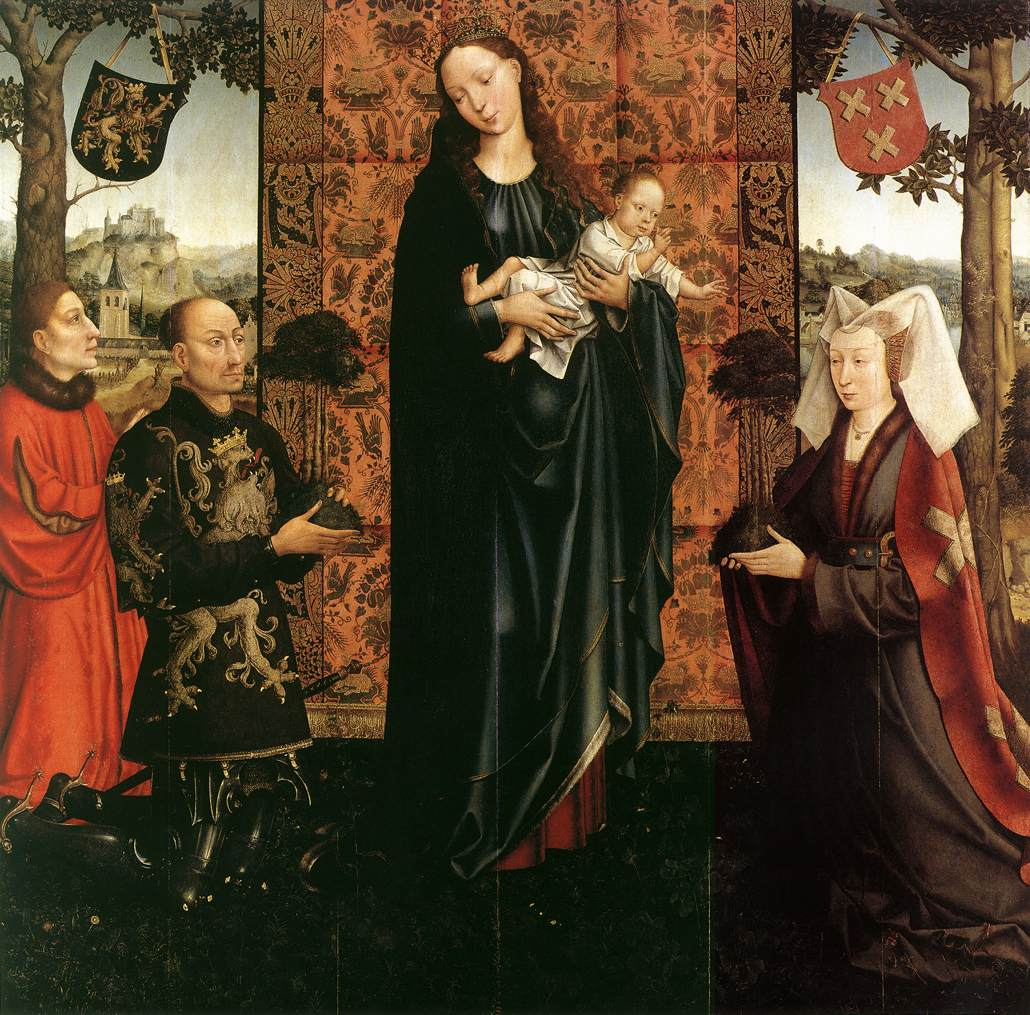
8.  Goswijn van der Weyden, Maria mit dem Kind und Stiftern, 1511, huile sur panneau, 153 × 153 cm, Staatliche Museen, Berlin, inv. 526.

#### 3. La Sainte-Baume
La montagne du second plan avec son creux qui abrite diverses constructions, dont un bâtiment de forme circulaire à coupole, semble librement inspiré de la Sainte-Baume en Provence (Ill. 9, 10 et 11). Ce site fut dès le Moyen Âge, pour toute l'Europe chrétienne, un important lieu de pèlerinage. Il était en effet réputé avoir abrité les trente dernières années de la vie de sainte Marie Madeleine « qui aspirait à la contemplation des choses supérieures ».
Évoquée dans plusieurs tableaux, la Sainte-Baume devient le motif principal de son Paysage avec sainte Marie Madeleine en extase conservé au Kunsthaus de Zürich (Ill. 12).

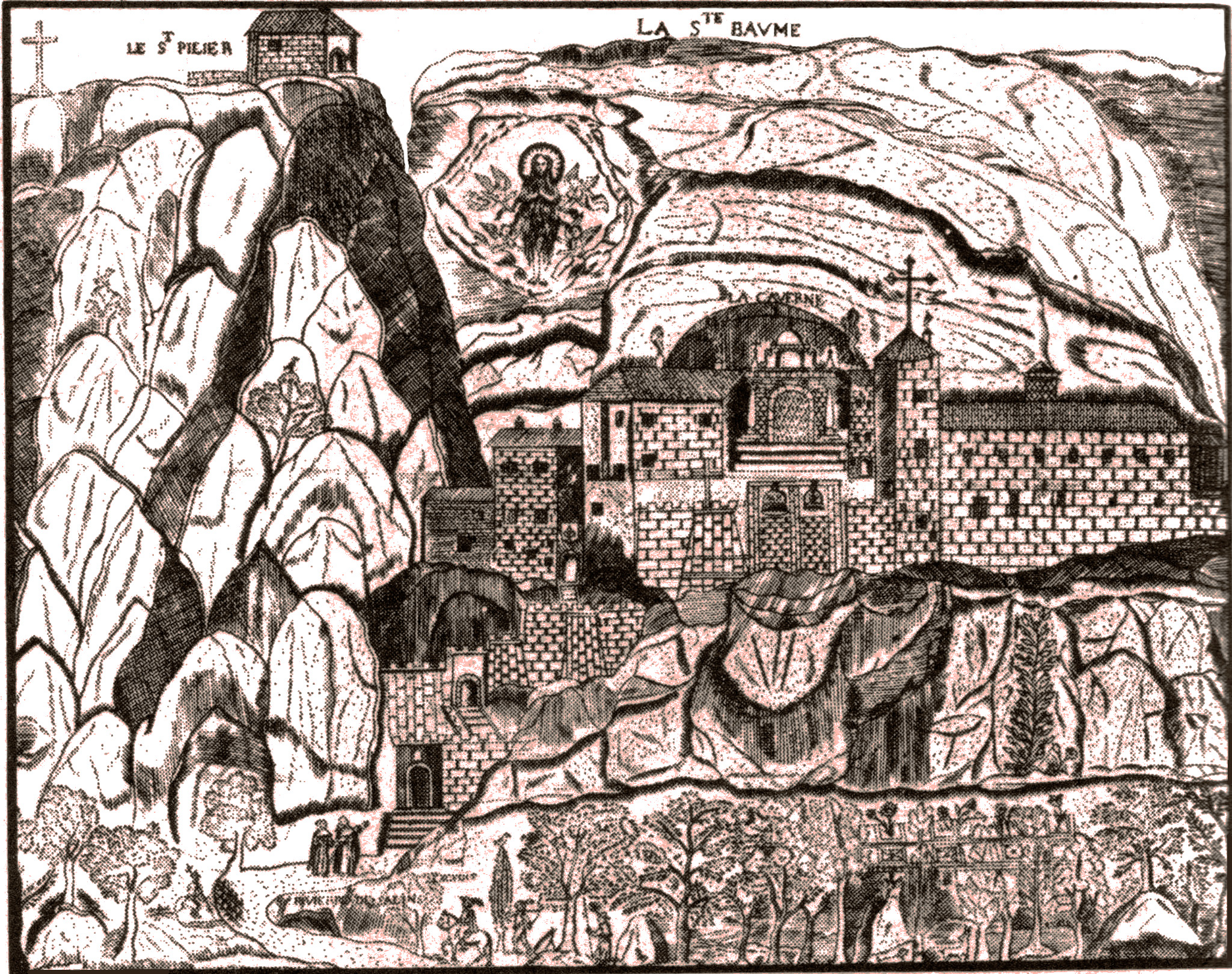
9.  La Sainte-Baume, gravure au burin sur cuivre, s. d., Bibliothèque Nationale, cote Va-83-fol.
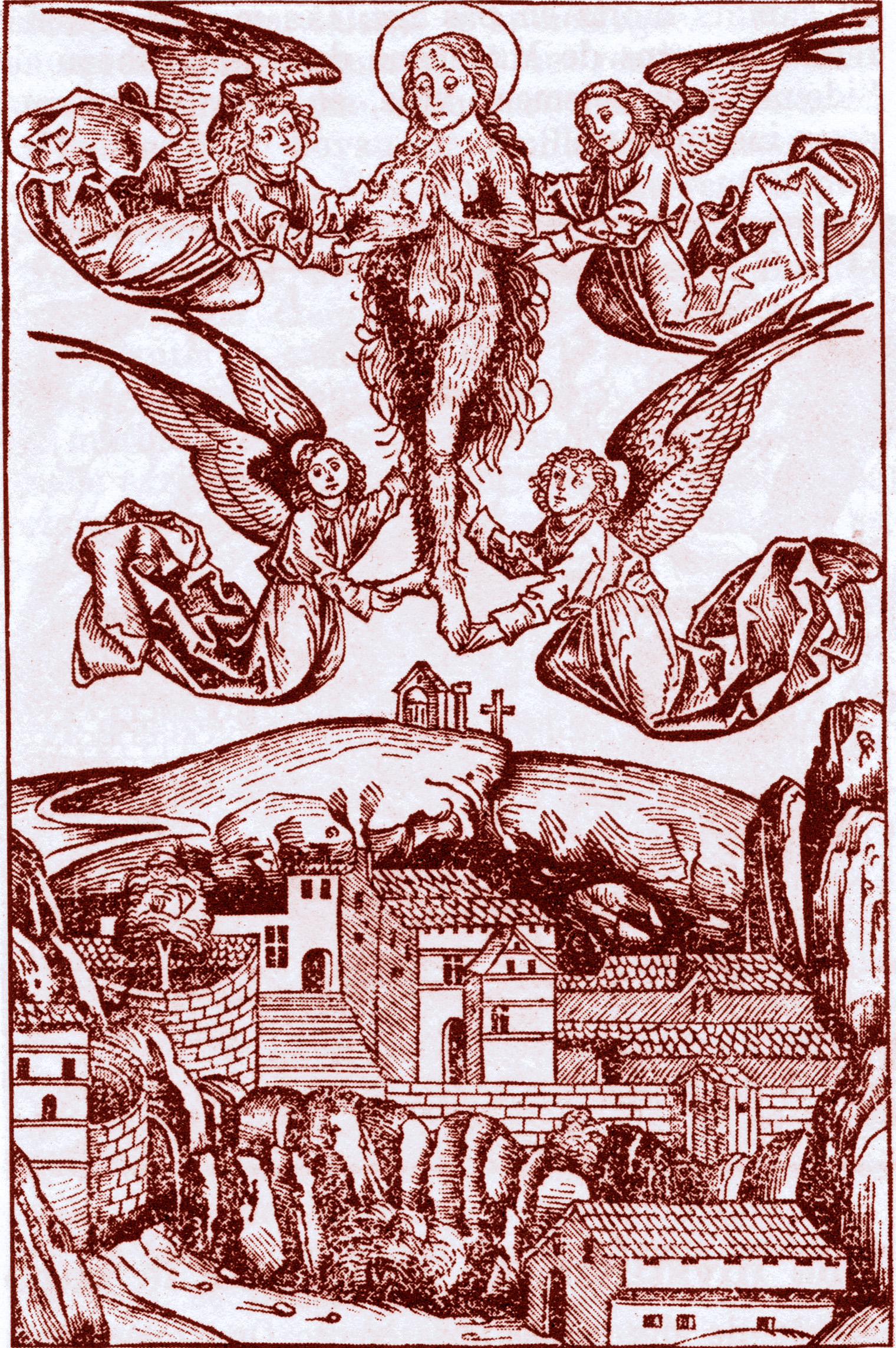
10.  Sainte Marie Madeleine, gravure sur bois[16], Bibliothèque Nationale, cote GE DD-1366.
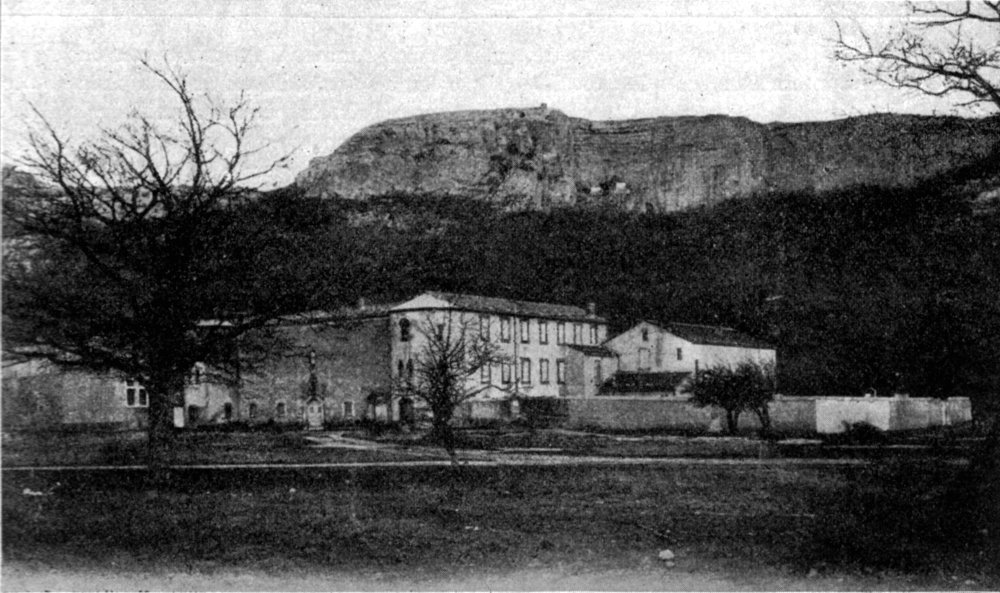
11.  L'hôtellerie et la grotte de la Sainte-Baume, photographie, 1913.
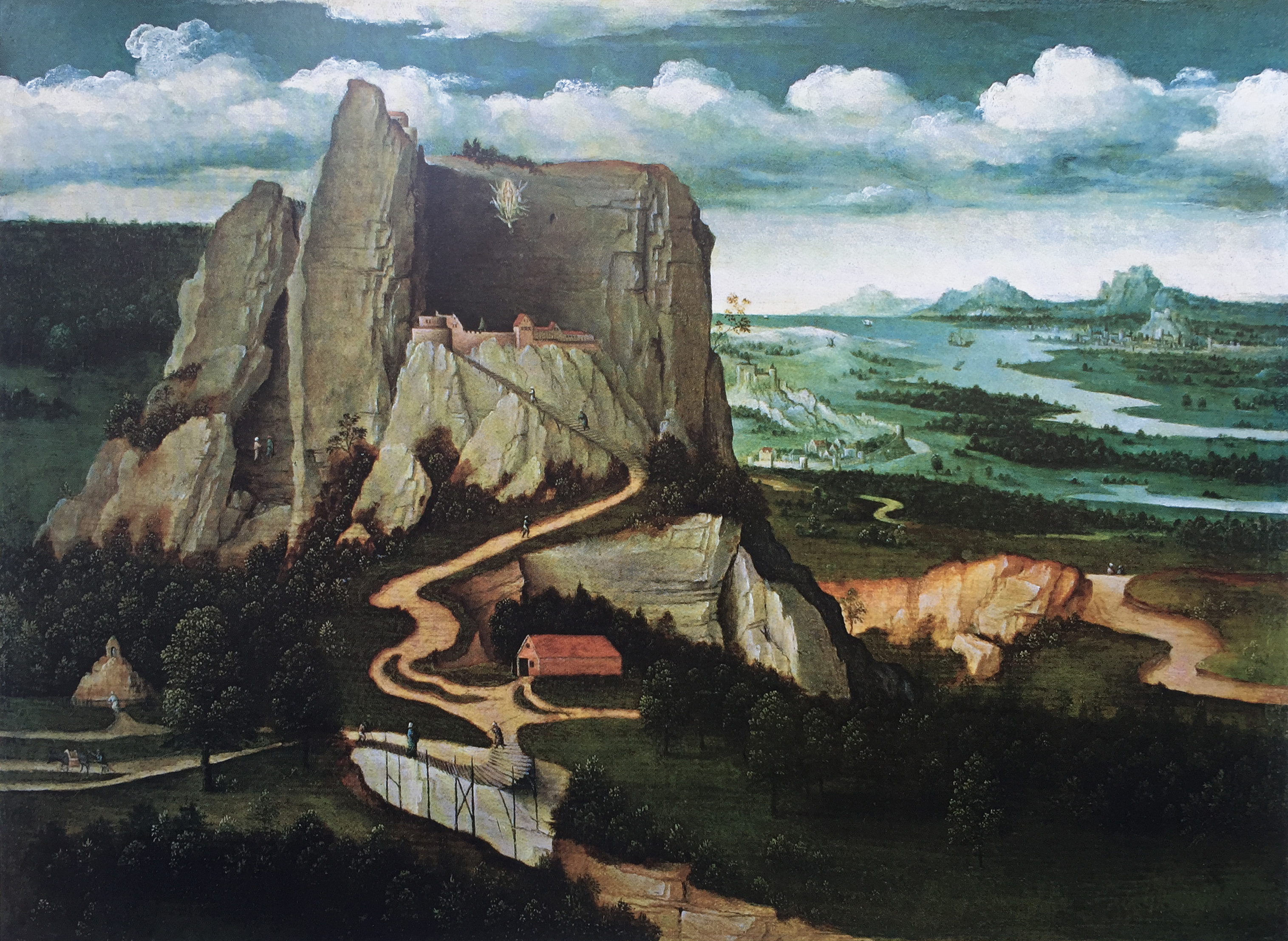
12.  Atelier de Joachim Patinier, Paysage avec sainte Marie Madeleine en extase, huile sur panneau, 26,2 × 36 cm, Kunsthaus, Zürich, inv. R24.

#### 4. Le paysage
La spécialité du peintre, reconnue par Albrecht Dürer lors de son séjour aux Pays-Bas en 1520-1521, apparaît ici dans le paysage d'arrière-plan, avec ses magnifiques dégradés de bleu et ses détails innombrables, avec sa ville portuaire, son estuaire et sa côte tortueuse aux rochers escarpés qui firent son succès (Ill. 12).
Le style de l'exécution des espaces villageois du second plan (Illustrations 13 et 14), avec ses habitations à dominante ocre rouge, ses arbres aux feuillages plus réalistes que de coutume et, dans la partie droite, sa représentation minutieuse du Massacre des Innocents, semble en revanche d'une autre main. Serait-ce le travail d'un des membres de l'atelier du maître, ou celui d'un collaborateur occasionnel ?

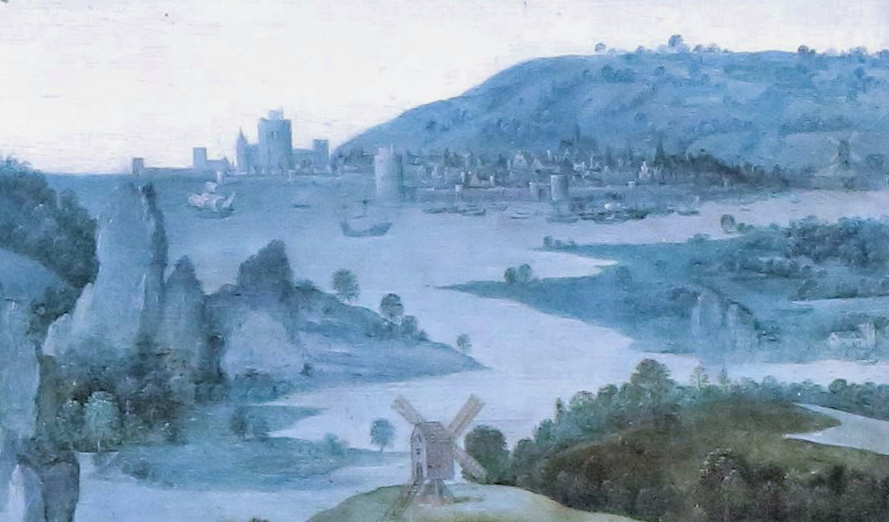
12. Détail : arrière plan du Repos pendant la fuite en Égypte.
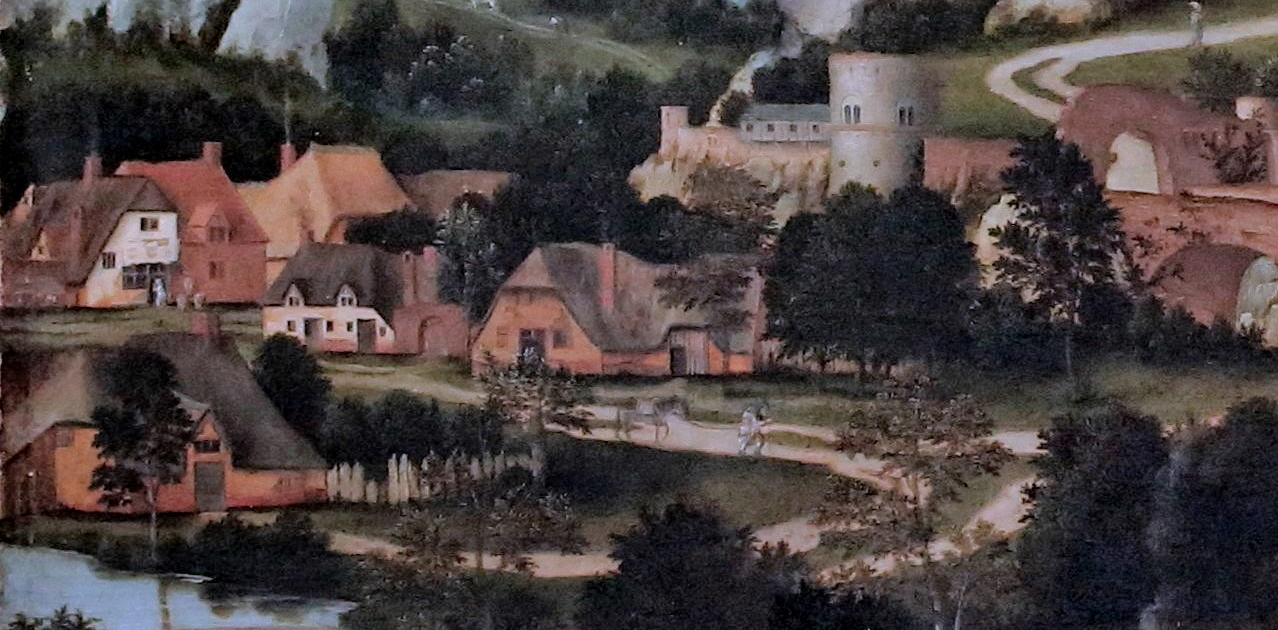
13. Détail : partie gauche du second plan.
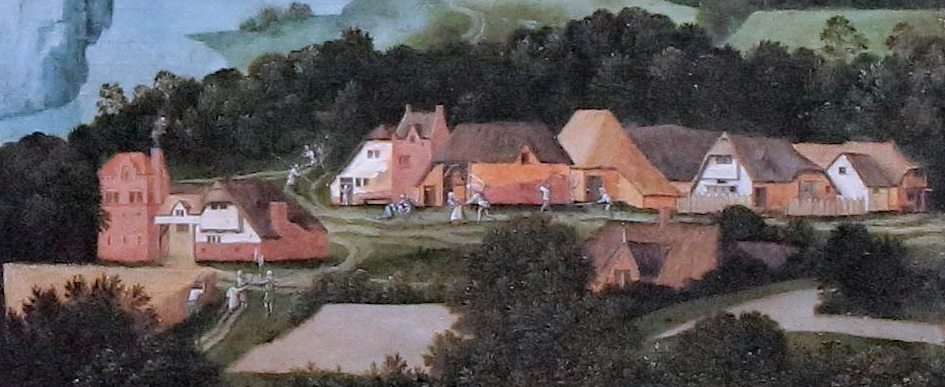
14. Détail : partie droite du second plan avec le Massacre des Innocents.

### Les symboles
À l'époque de la Renaissance, les peintures d'histoire fourmillent de symboles sacrés et profanes. Sans s'arrêter sur les motifs triviaux comme le pont sur la rivière, métaphore banale du temps qui passe, l'arbre grêle, image de la vie nouvelle du Christ, ou les pèlerins cheminant dont l'interprétation est l'objet d'une controverse, on remarquera, parmi les symboles relevés par les commentateurs de Patinier dans ce tableau, certains motifs originaux qui méritent d'être cités.
Ainsi, l'Enfant Jésus est tourné vers un oiseau perché en haut de l'arbuste mort du premier plan. Cet oiseau, un chardonneret, symbolise la passion.
Par ailleurs, la partie gauche de la montagne qui représente la Sainte-Baume, ressemble à un masque qui symbolise selon Guy de Tervarent, le vice, la fraude et le commerce amoureux. L'image est ici particulièrement bien adaptée au site de sainte Marie Madeleine, patronne des prostituées.